# Sint-Petersburg Lions
Sint-Petersburg Lions (Russisch: Санкт-Петербург Лайонс) was een Russische basketbalclub uit Sint-Petersburg. Het team speelde in de EuroLeague.

## Geschiedenis
Het team werd in 2000 opgericht door een consortium van Italiaanse en Zwitserse sponsors onder de leiding van een basketbalagentschap. Ze werden verboden door de Russische basketbalfederatie als gevolg van hun deelname aan de nieuw gecreëerde EuroLeague gerund door de Unie van Europese basketbal-liga's (ULEB) tijdens het seizoen 2000/01. De Russische federatie had ingestemd om haar vertegenwoordigers te sturen naar de SuproLeague, gerund door FIBA Europe. De algemeen manager van de club was Joeri Pavlov uit Sint-Petersburg, wereldkampioen van 1974. Het team kon niet concurreren in de hoogste nationale competitie en speelde alleen in de EuroLeague 2000/01, waarin ze na slechts twee overwinningen in tien kwalificatiewedstrijden zich niet bij de laatste 16 beste teams konden voegen. Het volgende jaar was er een fusie tussen de EuroLeague en de SuproLeague, en werden de Lions opgeheven.